# العلاقات البنمية الكوبية
العلاقات البنمية الكوبية هي العلاقات الثنائية التي تجمع بين بنما وكوبا.

## مقارنة بين البلدين
هذه مقارنة عامة ومرجعية للدولتين:
| وجه المقارنة                                              | بنما                      | كوبا                              |
| --------------------------------------------------------- | ------------------------- | --------------------------------- |
| المساحة (كم2)                                             | 74.18 ألف                 | 109.88 ألف                        |
| عدد السكان (نسمة)                                         | 4.10 مليون                | 11.48 مليون                       |
| الكثافة السكانية (ن./كم²)                                 | 55.27                     | 104.48                            |
| العاصمة                                                   | بنما                      | هافانا                            |
| اللغة الرسمية                                             | اللغة الإسبانية           | اللغة الإسبانية                   |
| العملة                                                    | بالبوا بنمي، دولار أمريكي | بيزو كوبي، بيزو كوبي قابل للتحويل |
| الناتج المحلي الإجمالي (بليون دولار)                      | 61.84 مليار               | 87.13 مليار                       |
| الناتج المحلي الإجمالي (تعادل القوة الشرائية) بليون دولار | 87.37 مليار               |                                   |
| الناتج المحلي الإجمالي الاسمي للفرد دولار أمريكي          | 13.27 ألف                 |                                   |
| الناتج المحلي الإجمالي للفرد دولار أمريكي                 | 20.89 ألف                 |                                   |
| مؤشر التنمية البشرية                                      | 0.780                     | 0.769                             |
| رمز المكالمات الدولي                                      | +507                      | +53                               |
| رمز الإنترنت                                              | .pa                       | .cu                               |
| المنطقة الزمنية                                           | 00                        | 00                                |

## منظمات دولية مشتركة
يشترك البلدان في عضوية مجموعة من المنظمات الدولية، منها:
| علم المنظمة | اسم المنظمة                                                          | تاريخ انضمام بنما | تاريخ انضمام كوبا |
| ----------- | -------------------------------------------------------------------- | ----------------- | ----------------- |
|             | يونسكو                                                               | 10 يناير 1950     | 29 أغسطس 1947     |
|             | منظمة حظر الأسلحة الكيميائية                                         | ?                 | ?                 |
|             | منظمة التجارة العالمية                                               | ?                 | ?                 |
|             | وكالة حظر الأسلحة النووية في أمريكا اللاتينية ومنطقة البحر الكاريبي ‏ | ?                 | ?                 |
|             | الاتحاد البريدي العالمي                                              | ?                 | ?                 |
|             | منظمة الشرطة الجنائية الدولية                                        | ?                 | ?                 |
|             | الأمم المتحدة                                                        | 13 نوفمبر 1945    | 24 أكتوبر 1945    |
|             | الاتحاد الدولي للاتصالات                                             | 14 يوليو 1914     | 16 يناير 1918     |

## أعلام
هذه قائمة لبعض الشخصيات التي تربطها علاقات بالبلدين:
- روبين بليدز (16 يوليو 1948[20][21][22] – )
- روزا ماريا بريتون (كاتبة بنمية، 28 يوليو 1936 – )

## وصلات خارجية
- موقع وزارة الخارجية البنمية
- موقع وزارة الخارجية الكوبية